# Bastian Berbner
Bastian Berbner (* 1985) ist ein deutscher Journalist und Autor, der unter anderem für Die ZEIT und das SZ-Magazin arbeitet. Er besuchte die Deutsche Journalistenschule in München.

## Biografie
Berbner studierte Politik und Geschichte in Heidelberg und Paris und absolvierte die Deutsche Journalistenschule in München. Seine journalistische Laufbahn begann er beim NDR Fernsehen als Fernsehreporter, bevor er 2016 zur Zeit wechselte. Dort schreibt er längere Reportagen und produziert Podcasts; seine Recherchen thematisieren häufig gesellschaftliche Spaltung, Radikalisierung und Wege zur Überwindung von Vorurteilen.
Seine Arbeitsweise ist von langfristigen Recherchen und intensiver Gesprächsführung geprägt; für manche Projekte investierte er mehrere Jahre, um Zugang zu Protagonisten zu gewinnen. Neben Printbeiträgen produziert er regelmäßig aufwendig recherchierte Podcast-Serien. Zu seinen bekanntesten Projekten zählen 180 Grad – Geschichten gegen den Hass (2019), das in mehreren Ländern entstand und auch als Buch erschien, Slahi – 14 Jahre Guantánamo (2022), sowie WHITE – Geständnis eines Neonazis (2024).
Berbner wurde vielfach ausgezeichnet, unter anderem 2015 mit dem Deutschen Reporterpreis für das „Beste Interview“, 2016 mit dem Axel-Springer-Preis, 2019 mit dem Egon-Erwin-Kisch-Preis/Nannen-Preis für eine Reportage im Süddeutsche Zeitung Magazin, sowie dem Deutschen Radiopreis für seinen Podcast „180 Grad“. Weitere Ehrungen sind der European Press Prize Distinguished Reporting Award 2022 für „What Guantánamo made of them“ und eine Nominierung für den Theodor-Wolff-Preis 2025.
Neben seiner journalistischen Arbeit engagierte er sich für Dialoginitiativen wie „Deutschland spricht“, bei der Menschen mit unterschiedlichen politischen Ansichten zusammengebracht werden. Berbner lebt und arbeitet in Deutschland.

## Preise und Ehrungen
- 2015 – Deutscher Reporterpreis[3][4][16]
- 2016 – Axel-Springer-Preis für junge Journalisten[3][4][16]
- 2019 – Nannen-Preis für die beste Reportage (Egon Erwin Kisch-Preis)[17]

## Veröffentlichungen

### Bücher
- 180 GRAD: Geschichten gegen den Hass. C.H.Beck. 2019. ISBN 978-3-406-74244-6.

### Podcasts
- 180 GRAD: Geschichten gegen den Hass. NDR Info. 2019.[18][19]
- Slahi – 14 Jahre Guantanamo. NDR Info. 2022.[20]